# Frits van Eerd
Pour les articles homonymes, voir Van Eerd.
Frits van Eerd, né le 25 mars 1967 à Veghel aux Pays-Bas, est un homme d'affaires, propriétaire de la chaîne de supermarchés Jumbo, d'écurie de course et pilote automobile néerlandais.

## Carrière professionnelle
Il rejoint en 1992 la chaîne de supermarchés Jumbo, qui appartient à sa famille depuis deux générations. D'abord nommé par son père responsable du secteur de la boulangerie, il est ensuite gérant d’une filiale à Tilbourg avant de diriger le groupe. La chaine se hisse progressivement au deuxième rang des chaînes néerlandaises de supermarchés, derrière le géant Albert Heijn, du groupe Ahold. Elle absorbe plusieurs de ses concurrents, devient copropriétaire du groupe Hema et investit dans la société allemande de livraison rapide Gorillas. En 2022, elle possède plus de 700 magasins aux Pays-Bas et en Belgique, réalise un chiffre d’affaires de 9,9 milliards et emploie 100 000 personnes.
En septembre 2022, des propriétés et bureaux de Frits van Eerd sont perquisitionnés par le service de l’inspection fiscale (FIOD), dans le cadre d’une enquête sur une vaste affaire de blanchiment et de diverses fraudes.

## Carrière sportive
En 2017, Frits van Eerd participa pour la première fois au championnat European Le Mans Series avec son écurie, le Racing Team Nederland, aux mains d'une Dallara P217.
En 2018, après avoir annoncé une nouvelle participation au championnat European Le Mans Series, il change d'avis et s'engage sur la scène mondiale afin de participer au Championnat du monde d'endurance.
En 2019, il participa de nouveau Championnat du monde d'endurance avec son écurie, mais pour cette année, il changea de voiture afin de passer à l'Oreca 07.

## Palmarès

### 24 Heures du Mans
| Année | Écurie                | Copilotes                         | Voiture             | Classe | Tours | Pos. | Class Pos. |
| ----- | --------------------- | --------------------------------- | ------------------- | ------ | ----- | ---- | ---------- |
| 2017  | Racing Team Nederland | Jan Lammers Rubens Barrichello    | Dallara P217-Gibson | LMP2   | 344   | 13e  | 11e        |
| 2018  | Racing Team Nederland | Jan Lammers Giedo Van der Garde   | Dallara P217-Gibson | LMP2   | 356   | 11e  | 7e         |
| 2019  | Racing Team Nederland | Nyck de Vries Giedo Van der Garde | Dallara P217-Gibson | LMP2   | 340   | 26e  | 15e        |

### Championnat du monde d'endurance
| Année     | Ecurie                | Châssis      | Moteur                     | Classe | 1     | 2     | 3     | 4     | 5     | 6     | 7     | 8     | Position | Points |
| --------- | --------------------- | ------------ | -------------------------- | ------ | ----- | ----- | ----- | ----- | ----- | ----- | ----- | ----- | -------- | ------ |
| 2018-2019 | Racing Team Nederland | Dallara P217 | Gibson GK428 4,2 L V8 Atmo | LMP2   | SPA 7 | LMS 5 | SIL 5 | FUJ 7 | SHA 5 | SEB 5 | SPA 5 | LMS 5 | 6e       | 85     |
| 2019-2020 | Racing Team Nederland | Oreca 07     | Gibson GK428 4,2 L V8 Atmo | LMP2   | SIL   | FUJ   | SHA   | BHR   | SÃO   | SEB   | SPA   | LMS   |          |        |

### European Le Mans Series
| Année | Écurie                | Châssis      | Moteur                     | Classe | 1      | 2      | 3     | 4      | 5      | 6     | Position | Points |
| ----- | --------------------- | ------------ | -------------------------- | ------ | ------ | ------ | ----- | ------ | ------ | ----- | -------- | ------ |
| 2017  | Racing Team Nederland | Dallara P217 | Gibson GK428 4,2 L V8 Atmo | LMP2   | LEC 11 | MON 10 | RBR 7 | SIL 12 | SPA 11 | ALG 8 | 11e      | 12.5   |

## Autres
Résultats au Rallye Dakar
- 2011 : 17e sur camion DAF (copilotes Charly Gotlib et Peter Vervoort)
- 2012 : Abandon (copilotes Charly Gotlib et Peter Vervoort) sur camion DAF
- 2013 : 15e sur camion DAF (copilotes Charly Gotlib et Peter Vervoort)
- 2014 : 16e sur camion DAF (copilotes Charly Gotlib et Peter Vervoort)
- 2015 : 18e sur camion DAF (copilotes Charly Gotlib et Peter Vervoort)

Son frère Peter van Eerd est copilote-mécano en camion sur le rallye Dakar pour l'espagnol Pep Vila (6éme en 2011, 11éme en 2012 et 10éme 2014) et du néerlandais René Kuipers (9éme en 2013).